# 수운 최제우 유허지
수운 최제우 유허지(水雲 崔濟愚 遺墟址)는 울산광역시 중구에 있다. 1997년 10월 9일 울산광역시의 기념물 제12호로 지정되었다.

## 개요
최제우(1824〜1864)는 경주 출신으로 호는 수운(水雲)이며, 외세의 침략과 봉건사회의 모순에 반대한 종교였던 동학(東學)의 교조(敎祖)이다. 가난했던 그는 장사를 하거나, 서당에서 글을 가르치면서 생계를 이었고, 의술(醫術)과 점술(占術)에도 관심이 많았다.
난세에 참된 도를 구하려 했던 수운은 양산, 울산, 경주 지방에서 수련을 멈추지 않았다. 1860년 4월 5일 마침내 결정적인 종교체험을 통해 도를 구하고, 그 이듬해부터 포교를 시작하였다. 1863년에는 경상도와 전라도뿐만 아니라 충청도를 넘어 경기도까지 교세를 떨쳤다. 교인은 3천여 명에 이르렀고, 지방 종교조직인 접소(接所)는 13개소를 확보하였으나, 1864년 좌도난정(左道亂正)의 죄목으로 사형을 당하였다.
울산은 부인 박씨의 고향으로, 수운은 ‘여시바윗골’에 초가를 짓고 수련을 계속하던 중 1855년 이인(異人)으로부터 받은 책을 통해 깨달음에 이르게 되었다고 한다. 이 상황에 대해 천도교단은 ‘을묘천서(乙卯天書)’라고 부른다. 현재 이곳에는 1997년에 천도교에서 세운 ‘천도교 교조 대신사 수운 최제우 유허비(天道敎 敎祖 大神師 水雲 崔濟愚 遺墟碑)’와 1999년에 세운 비각(碑閣)이 있다. 그리고 2004년에는 학계의 고증을 거쳐 수운 선생의 초가ㆍ초당이 복원 되었으며, 2015년에 시민들의 휴식과 명상을 위한 최제우 유허지 생활공원이 조성되었다.”

## 같이 보기
- 최제우

## 참고 문헌
- 수운최제우유허지 - 국가유산청 국가유산포털